# GeForce 40 series
La GeForce 40 series è una famiglia di GPU sviluppata da Nvidia che succede alla serie 30 basata sull'architettura "Ada Lovelace". La serie è stata annunciata il 20 settembre 2022 e la scheda enthusiast 4090 è stata rilasciata il 12 ottobre 2022.
Successivamente durante il 2023 vengono annunciate e rilasciate altre schede della serie 40:
- GeForce RTX 4050 laptop GPU (6GB)
- GeForce RTX 4060(8GB)
- GeForce RTX 4060 TI (8GB)
- GeForce RTX 4060 TI (16GB)
- GeForce RTX 4070(12GB)
- GeForce RTX 4070 TI(12GB)

Successivamente durante il primo trimestre del 2024 vengono annunciate e rilasciate altre schede della serie 40 le quali sono delle versioni potenziate di quelle già presentate in precedenza:
- GeForce RTX 4070 SUPER(12GB)
- GeForce RTX 4070 TI SUPER(16GB)
- GeForce RTX 4080(16GB , che nVidia doveva fare una versione da 12GB ma cancellò il progetto)
- GeForce RTX 4080 SUPER(16GB)

## Dettagli
L'architettura Lovelace implementa vari miglioramenti, tra cui:
- Processo produttivo TSMC 4N personalizzato per Nvidia[1]
- Capacità di calcolo CUDA 8.9[3]
- La nuova tecnologia SER (Shader Execution Reordering) che riorganizza i carichi di lavoro rendendoli più efficienti
- Compatibilità al DLSS 3, e la nuova Compatibilità al DLSS 4 che è stata portata dalla serie 5000 fino alla serie GeForce 20 series
- Le memorie di tipo GDDR6X sono installate su tutte le schede

## Prodotti
| Modello                   | Rilascio   | Nome in Codice | Transistors (milioni) | Dimensioni Die (mm2) | Configurazione Core   | Cache L2 | Clock (Mhz) | Clock (Mhz) | Memoria | Memoria          | Memoria         | Fillrate     | Fillrate       | Potenza di elaborazione (GFLOPS) | Potenza di elaborazione (GFLOPS) | Potenza di elaborazione (GFLOPS) | TDP (W) | Prezzo (USD) |
| Modello                   | Rilascio   | Nome in Codice | Transistors (milioni) | Dimensioni Die (mm2) | Configurazione Core   | Cache L2 | Base        | Boost       | GB      | Bandwidth (GB/s) | Velocità (GBPS) | Pixel (GP/s) | Texture (GT/s) | Precisione Dimezzata             | Precisione Singola               | Precisione Doppia                | TDP (W) | Prezzo (USD) |
| ------------------------- | ---------- | -------------- | --------------------- | -------------------- | --------------------- | -------- | ----------- | ----------- | ------- | ---------------- | --------------- | ------------ | -------------- | -------------------------------- | -------------------------------- | -------------------------------- | ------- | ------------ |
| GeForce RTX 4060          | 29/06/2023 | AD107-400-A1   | 18.900                | 159                  | 3072:96:32:24:96      | 24 MB    | 1830        | 2460        | 8       | 272.0            | 17              | 118.1        | 236.2          | 15110                            | 15110                            | 236,2                            | 115     | 299          |
| GeForce RTX 4060 TI       | 24/05/2023 | AD106-350-A1   | 22.900                | 188                  | 4352:136:48:34:136    | 32 MB    | 2310        | 2535        | 8       | 288,8            | 18              | 121,7        | 344,8          | 22060                            | 22060                            | 344,8                            | 160     | 399          |
| GeForce RTX 4060 TI       | 18/07/2023 | AD106-351-A1   | 22.900                | 188                  | 4352:136:48:34:136    | 32 MB    | 2310        | 2535        | 16      | 288,8            | 18              | 121,7        | 344,8          | 22060                            | 22060                            | 344,8                            | 165     | 499          |
| GeForce RTX 4070          | 13/04/2023 | AD104-250-A1   | 35.800                | 294                  | 5888:184:64:46:184    | 36 MB    | 1920        | 2475        | 12      | 504.2            | 21              | 158,4        | 455,4          | 29150                            | 29150                            | 455,4                            | 200     | 599          |
| GeForce RTX 4070 SUPER    | 17/01/2024 | AD104-350-A1   | 35.800                | 294                  | 7168:224:80:56:224    | 48 MB    | 1980        | 2475        | 12      | 504.2            | 21              | 198,0        | 554.4          | 35480                            | 35480                            | 554,4                            | 220     | 599          |
| GeForce RTX 4070 TI       | 05/01/2023 | AD104-400-A1   | 35.800                | 294                  | 7680:240:80:60:240    | 48 MB    | 2310        | 2610        | 12      | 504.2            | 21              | 208,8        | 626,4          | 40090                            | 40090                            | 626,4                            | 285     | 799          |
| GeForce RTX 4070 TI SUPER | 24/01/2024 | AD103-275-A1   | 45.900                | 379                  | 8448:264:112:66:264   | 64 MB    | 2340        | 2610        | 16      | 716.8            | 22.4            | 292,3        | 689            | 44100                            | 44100                            | 689                              | 285     | 799          |
| GeForce RTX 4080          | 16/11/2022 | AD103-300-A1   | 45.900                | 379                  | 9728:304:112:76:304   | 64 MB    | 2235        | 2520        | 16      | 716.8            | 22,4            | 280,6        | 761,5          | 48737                            | 48737                            | 761,5                            | 320     | 1199         |
| GeForce RTX 4080 SUPER    | 31/01/2024 | AD103-400-A1   | 45.900                | 379                  | 10240:320:112:80:320  | 64 MB    | 2295        | 2550        | 16      | 716.8            | 22,4            | 285.6        | 816            | 52220                            | 52220                            | 816                              | 320     | 999          |
| GeForce RTX 4090          | 12/10/2022 | AD102-300-A1   | 76.300                | 609                  | 16384:512:176:128:512 | 72 MB    | 2205        | 2505        | 24      | 1008             | 21              | 443,5        | 1290,2         | 82575                            | 82575                            | 1290                             | 450     | 1599         |

### Annotazioni
1. ↑  Shader Processors : Texture mapping units : Render output units : Ray tracing cores : Tensor Cores

### Fonti
1. 1 2   Schede grafiche GeForce RTX serie 40: fino a 4 volte più veloci, basate su architettura RTX di terza generazione e NVIDIA DLSS 3, su nvidia.com, 20 settembre 2022.
2. ↑   Nvidia ADA Lovelace, arrivano le nuove RTX 4090 e 4080 | Prezzi e disponibilità, su hdblog.it, 20 settembre 2022.
3. ↑  (EN) CUDA C++ Programming Guide, su docs.nvidia.com. URL consultato il 29 novembre 2022.
4. 1 2   images.nvidia.com,  https://images.nvidia.com/aem-dam/Solutions/geforce/ada/nvidia-ada-gpu-architecture.pdf.
5. ↑   techpowerup.com,  https://www.techpowerup.com/gpu-specs/geforce-rtx-4080.c3888.
6. ↑   techpowerup.com,  https://www.techpowerup.com/gpu-specs/geforce-rtx-4090.c3889.